# ماريا سوزوكي
ماريا سوزوكي (باليابانية: 鈴木まりや) هي مغنية وممثلة يابانية، ولدت في 29 أبريل 1991 بسايتاما في اليابان.

## وصلات خارجية
- ماريا سوزوكي على موقع ميوزك برينز (الإنجليزية)
- ماريا سوزوكي على موقع ديسكوغز (الإنجليزية)